# Dharamkot
Dharamkot è una città dell'India di 15.399 abitanti, situata nel distretto di Moga, nello stato federato del Punjab. In base al numero di abitanti la città rientra nella classe IV (da 10.000 a 19.999 persone).

## Geografia fisica
La città è situata a 30° 56' 60 N e 75° 13' 60 E e ha un'altitudine di 216 m s.l.m..

## Società

### Evoluzione demografica
Al censimento del 2001 la popolazione di Dharamkot assommava a 15.399 persone, delle quali 8.162 maschi e 7.237 femmine. I bambini di età inferiore o uguale ai sei anni assommavano a 1.923, dei quali 1.079 maschi e 844 femmine. Infine, coloro che erano in grado di saper almeno leggere e scrivere erano 9.603, dei quali 5.308 maschi e 4.295 femmine.